# Social Cataloging
Social Cataloging ist die gemeinschaftliche, offene Katalogisierung mit Hilfe von webbasierten Literaturverwaltungsprogrammen. Im Gegensatz zur gemeinschaftlichen Katalogisierung durch Bibliothekare in einem Verbundkatalog, verwaltet jeder Benutzer eines Social-Cataloging-Systems seine eigene Sammlung von Literaturverweisen; Verweise auf gleiche Bücher, Artikel oder andere Publikationen werden dabei miteinander verknüpft, so dass innerhalb des Systems ersichtlich ist, welche Benutzer eine bestimmte Publikation in ihrer Sammlung haben.
Werden lediglich Verweise verwaltet, spricht man auch von Social Bookmarking. Die meisten Social-Cataloging-Systeme ermöglichen unter anderem die freie Vergabe von Schlagwörtern (Tags); dieser Aspekt wird als Social Tagging (Gemeinschaftliches Indexieren) bezeichnet.
Verbreitete Systeme zum Social Cataloging sind unter anderem BibSonomy, LibraryThing, literaturedb, CiteULike, Connotea und Goodreads.